# Ceratopsider
Ceratopsider, medlemmar av Ceratopsidae (eller Ceratopidae), är en familj med behornade dinosaurier, som bland annat omfattar Triceratops, Styracosaurus, Centrosaurus och Pentaceratops. Alla kända släkten var fyrbenta växtätare från yngre krita i västra Nordamerika och karaktäriseras av sina papegojlika näbbar, rader av sönderdelande tänder i bakre delen av käkarna, och genomtänkt utarbetade horn och nackkragar. Gruppen delas i två underfamiljer. Den ena är Ceratopsinae eller Chasmosaurinae, vilken generellt betecknas av långa, triangulära kragar och välutvecklade horn över ögonbrynen. Den andra gruppen, Centrosaurinae, hade välutvecklade noshorn eller nosknölar. Dock hade de kortare och rektangulära kragar kantade av taggar.

## Om Ceratopsidae
Ceratopsiderna var tungt byggda fyrfotade djur. De hade rundade, svällande kroppar med kortare framben än bakben, och bar upp enorma skallar. De hade också smala svansar, och fötter med hovliknande klor. Ceratopsiderna blev ganska stora. Många släkten mätte över 5 meter från nos till svans, och tros ha vägt 3 – 4 ton. Den största, Eotriceratops, tros ha mätt mellan 9 och 12 meter, och vägt mer än 5 ton. Deras stora skallar bar välutvecklade horn, och från bakhuvudet växte en hjälmliknande benkrage, som täckte nacken och halsen. Ceratopsiderna tros ha varit utpräglade växtätare. Den främre delen av munnen var tandlös och bildade en papegojliknande näbb som kunde knipsa av växter. Längre bak i munnen satt stora uppsättningar med små tänder. Troligtvis betade ceratopsiderna av låg markvegetation.

### Perception
Eftersom ceratopsiderna är utdöda kan man inte veta med säkerhet hur dessa djur tog emot sinnesintryck och tolkade sin omvärld. Deras hjärnor förefaller dock ha varit relativt små, och flera av deras sinnen tros inte ha varit särskilt starka. En studie av kraniet från en Pachyrhinosaurus har tytt på att varken synen, luktsinnet eller hörseln var särskilt effektiva.

### Horn och kragar
Ceratopsiderna är välkända för sina stora horn och benkragar. Dessa horn och kragar påvisar stor variation mellan flera av de olika släktena, och det är ofta dessa forskare går efter när man fastställer nya släkten.
Medlemmar av underfamilj Chasmosaurinae (de ”lång-kragade” ceratopsiderna), såsom Triceratops, Pentaceratops och Chasmosaurus), uppvisar ofta långa horn i pannan och kraftigt förlängda kragar med stora hål (fenestrae), troligtvis för att reducera skallens vikt. Underfamilj Centrosaurinae (”kort-kragade” ceratopsider), såsom Centrosaurus och Styracosaurus, har mindre utvecklade horn i pannan, men har längre och grövre horn på nosen, liknande en noshörnings. Inom Centrosaurinae finns en annan grupp, Pachyrhinosaurini. Ett par släkten inom denna grupp (Pachyrhinosaurus och Achelousaurus) saknar noshorn, och har istället en stor, skrovlig benknöl. En förklaring har varit att denna knöl fäst någon sorts struktur av keratin, men detta anses numera osannolikt.
Vad Ceratopsidernas horn och kragar fyllt för funktion har varit mycket omdiskuterat. Uppvisning för artfränder och som vapen och skydd mot rovdjur har ofta föreslagits. Det har också föreslagits att horn och krage kan ha fungerat som värmeregulator.  Fossil av skadade skelett och kranier har visat att Ceratopsiderna sannolikt använde sina horn för interna strider med varandra. 

### Taxonomi
Familj Ceratopsidae delas in i ett par underfamiljer, Chasmosaurinae och Centrosaurinae.

## Klassificering

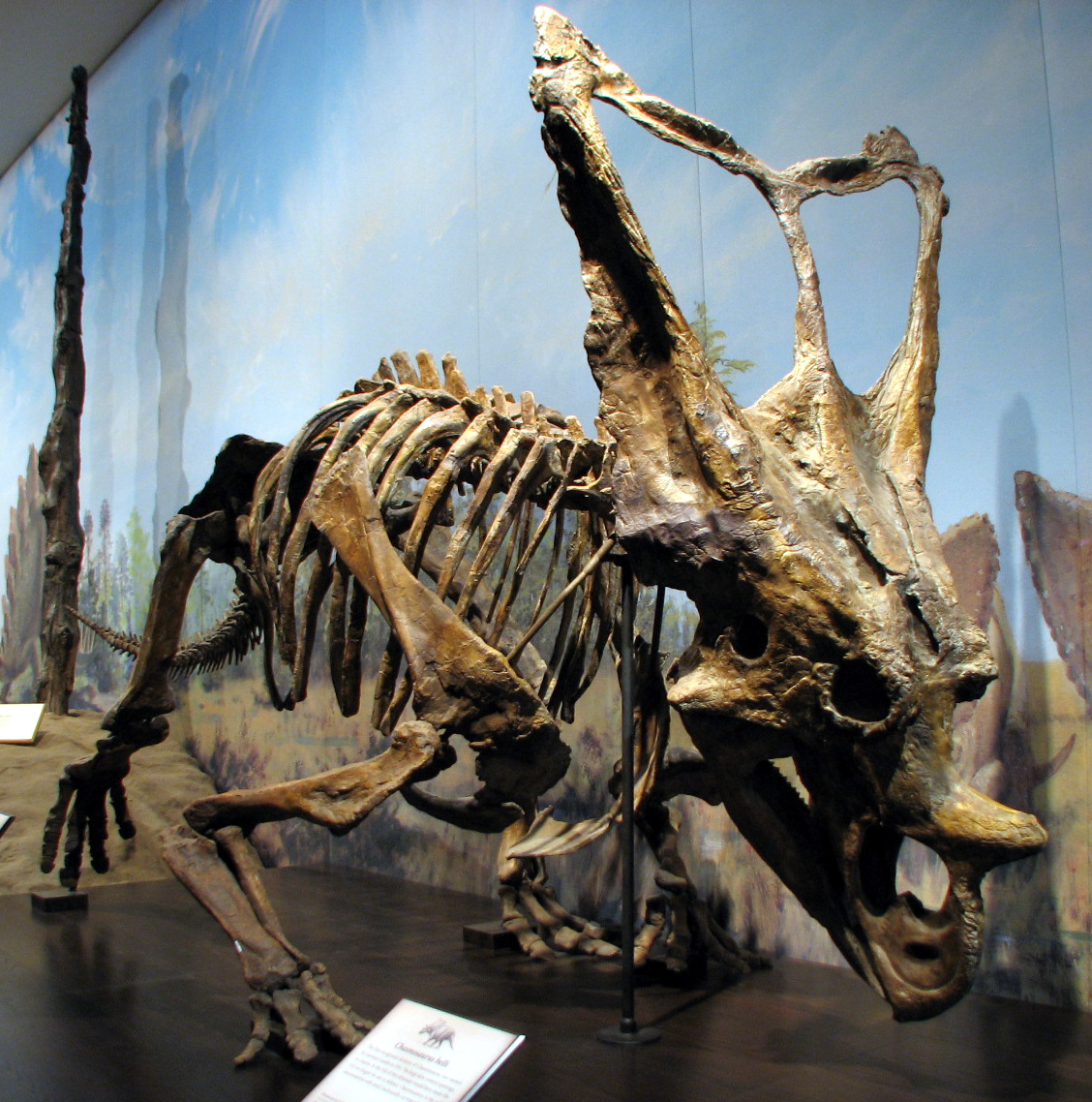
Chasmosaurus.

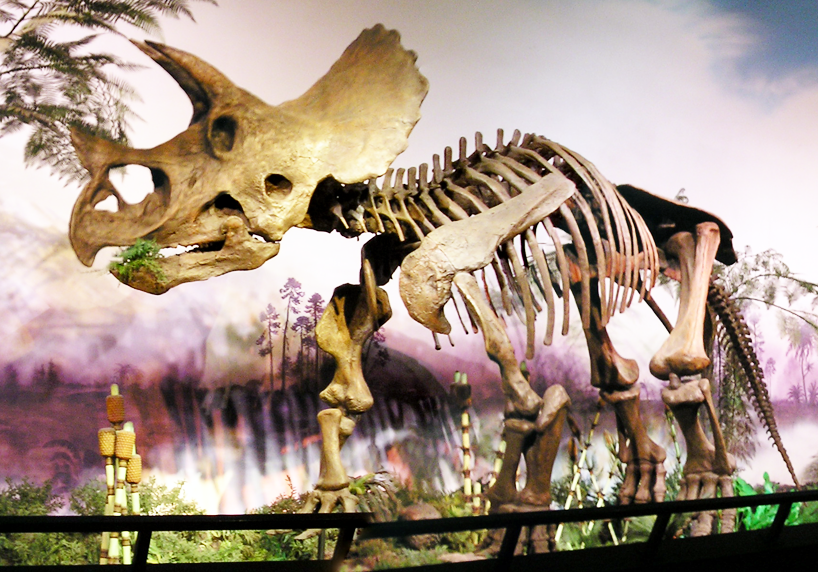
Triceratops.

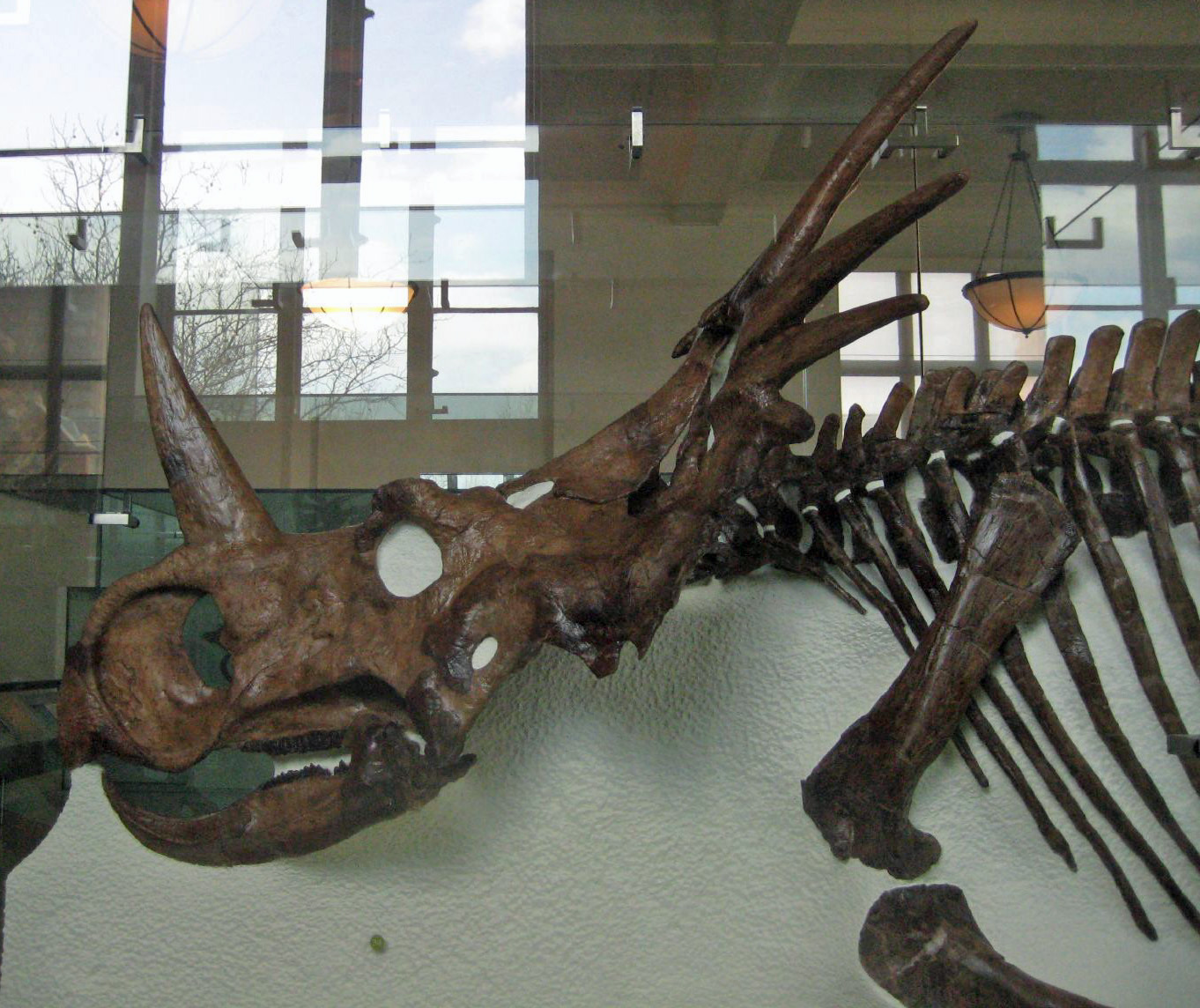
Styracosaurus.

- Infraordning Ceratopsia
- FAMILJ CERATOPSIDAE
  - Underfamilj Centrosaurinae
    - Albertaceratops
    -  ?Avaceratops
    - Diabloceratops
    - Klan Centrosaurini
      - Monoclonius
      -  ?Brachyceratops
      - Centrosaurus
      - Styracosaurus

    - Klan Pachyrhinosaurini
      - Einiosaurus
      - Achelosaurus
      - Pachyrhinosaurus

  - Underfamilj Ceratopsinae
    - Agujaceratops
    - Anchiceratops
    - Arrhinoceratops
    - Ceratops
    - Chasmosaurus
    - Coahuilaceratops
    - Diceratus
    - Eotriceratops
    - Kosmoceratops
    - Mojoceratops
    - Ojoceratops
    - Pentaceratops
    -  ?Torosaurus
    - Triceratops